# Yulin
Yulin (cinese: 玉林; pinyin: Yù Lín; zhuang: Yueklaem) è una città-prefettura della Cina nella Regione Autonoma di Guangxi Zhuang.

## Eventi
Ogni anno a Yulin si tiene il Yulin Dog Day, un festival della carne canina, che comprende la macellazione di oltre diecimila cani, i quali vengono tenuti in condizioni igienico-sanitarie non adeguate o sottoposti a vere e proprie torture .